# Eugénia Lima
Eugénia Lima (Castelo Branco, 29 de março de 1926 — Rio Maior, 4 de abril de 2014), foi uma acordeonista prodígio e compositora portuguesa, autora de mais de duas centenas de temas e com uma discografia que excede as 50 gravações. Em Outubro de 1995 foi feita Grande Oficial da Ordem do Infante D. Henrique, sob a presidência de Mário Soares.

“As músicas que fiz, foram feitas por amor à arte e refletem o meu estado de espírito naquela altura. Mais de oitenta por cento das minhas músicas nasceram no palco, de improviso. ”

— Eugénia Lima, Castro Marim (2011).

## Biografia
Eugénia de Jesus Lima nasceu a 29 de março de 1926 em Castelo Branco, filha de Mário António de Lima, afinador de acordeões, e de Maria do Rosário Martins de Lima.
Estreou-se a tocar acordeão aos quatro anos, no Cinema-Teatro Vaz Preto em Castelo Branco.
Eugénia Lima teve como professores de música José Piló Rodrigues Cambaio e Mário de Nascimento Ribeiro, ambos músicos da Banda Militar de Castelo Branco.
Em 1935, ainda não tinha atingido os 10 anos e Eugénia Lima estreava-se no Teatro Variedades, na revista Peixe Espada, tendo feito a sua primeira aparição na Rádio em 21 de Novembro de 1935 num programa sobre o folclore da Beira Baixa da Emissora Nacional.
No entanto, partir de 1936 a legislação não permitia que artistas menores de idade actuassem em casas de espectáculos, uma barreira só ultrapassada com autorização especial da Presidência da República.
Aos 13 anos, o pai tentou inscrevê-la no Conservatório de Lisboa, mas os responsáveis disseram-lhe que o acordeão não tinha entrada naquela instituição.
Eugénia Lima começou a gravar discos em 1943.
Com convite da franco-italiana fábrica de acordeões Fratelli Crossio, Eugénia Lima faz a sua primeira digressão internacional, em 1947, com vários recitais em França.
Foi fundadora da Orquestra Típica Albicastrense em 1956. Em 1962 recebeu o "Óscar da Imprensa".
Em Agosto de 1980 foi feita Dama da Ordem Militar de Sant'Iago da Espada, sob a presidência de  Ramalho Eanes.
Em 1984 participa como artista convidada em Dar & Receber, um dos álbuns emblemáticos do cantor António Variações.
Eugénia Lima o Diploma Honorífico da União Nacional dos Acordeonistas de França, Setembro de 1984, na primeira vez que este reconhecimento foi entregue a uma pessoa de um país estrangeiro.
Recebe o diploma do Curso Superior de Acordeão na categoria de Professora pelo Conservatório de Acordeão de Paris.
Em 1 de Outubro de 1986 foi-lhe atribuída, pelo Ministério da Cultura, a Medalha de Mérito Cultural.
Em Outubro de 1995 foi feita Grande Oficial da Ordem do Infante D. Henrique, sob a presidência de Mário Soares.
Aos 85 anos regressou ao Algarve, concretamente a Castro Marim, para uma festa homenagem que reuniu fãs de vários pontos da região e onde Eugénia Lima revelou que sofria da doença de Parkinson.
Com mais de meia centena de discos gravados, Eugénia Lima compôs para cima de 200 melodias e fez vários arranjos de músicas famosas. Da sua obra lembram-se temas como "Minha Vida", "Picadinho da Beira" ou "Fadinho de Silvares".
O acordeão que Eugénia considerava como mais importante, afinado pelo pai da artista, foi oferecido ao Santuário de Fátima, a 25 de março, dias antes da sua morte.
Aos 88 anos, Eugénia Lima morreu a 4 de abril de 2014 em Rio Maior, distrito de Santarém.
O nome de Eugénia Lima está incluído no Dicionário Mundial de Mulheres Notáveis.

## Eugénia Lima e o Algarve

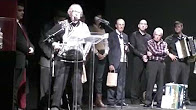
Eugénia Lima, na homenagem aos Ferreiros, no Teatro das Figuras, Faro, 2012

Nascida na Beira Baixa, Eugénia Lima teve uma forte ligação à região do Algarve que começou quando apenas tinha seis anos. Como Eugénia contou numa reportagem, após uma actuação em Castelo Branco dos acordeonistas José Ferreiro (Pai e Filho), de Loulé, estes deram-lhe a conhecer o acordeão cromático. De resto, o pai de Eugénia comprar-lhe-ia o seu primeiro instrumento deste tipo a José Ferreiro (Pai), e mais tarde José Ferreiro Júnior viria a ser, durante a década de 1940, empresário musical dela.
Seguiram-se múltiplas actuações ao longo dos anos, incluindo várias participações nas Galas do Acordeão do Algarve, promovidas por Francisco Sabóia, e até composições como "Picadinho do Algarve" ou o corridinho "Coração Algarvio".
Eugénia Lima foi ainda a grande impulsionadora da criação, em Fevereiro de 2012, da Mito Algarvio – Associação de Acordeonistas do Algarve.

## Discografia

### Álbuns de estúdio
- 1973 Eugénia Lima, acordeão (LP, Rádio Triunfo)[9]
- 1991 Eugénia Lima (CD, Discossete)[10]
- 1995 O Acordeon Canta o Fado (CD, Discossete)[11]

### Compilações
- 1994 O Melhor dos Melhores n.º 47 (CD, Movieplay)[12]

### Participações
- 1989 Dar & Receber de António Variações (artista convidada) [5]
- 1995  Vira da Minha Terra de José Ferreiro. Um dos seus grandes sucessos.[carece de fontes?]

## Prémios e condecorações
- 1947 - 1.º Lugar no Concurso de Acordeonistas (Emissora Nacional)[2]
- 1962 - "Óscar da Imprensa" (melhor solista de música ligeira)[2][3]
- 1980 - Dama da Ordem Militar de Sant'Iago da Espada (5 de Agosto)[1]
- 1984 - Diploma Honorífico atribuído pela União Nacional dos Acordeonistas de França[2]
- 1984 - Medalha de Mérito Cultural (1 de Outubro)[6]
- 1995 - Grande-Oficial da Ordem do Infante D. Henrique (16 de Outubro).[1]